# Udea exalbalis
Udea exalbalis là một loài bướm đêm trong họ Crambidae. Chúng thường được tìm thấy ở Kazakhstan và Russia.